# Siljan (Norwegia)
Siljan – norweskie miasto i gmina leżąca w regionie Telemark.
Siljan jest 324. norweską gminą pod względem powierzchni.

## Demografia
Według danych z roku 2005 gminę zamieszkuje 2372 osób. Gęstość zaludnienia wynosi 10,98 os./km². Pod względem zaludnienia Siljan zajmuje 312. miejsce wśród norweskich gmin.
| ludność stan na 1 stycznia 2005 |         |           |       |
|                                 | kobiety | mężczyźni | razem |
| osób                            | 1179    | 1193      | 2372  |
| %                               | 49,7%   | 50,3%     | 100%  |

| wykształcenie stan na 1 października 2004 |        |         |        |        |
|                                           | podst. | średnie | wyższe | niezn. |
| osób                                      | 405    | 1073    | 326    | 23     |
| %                                         | 22,17% | 58,73%  | 17,84% | 1,26%  |

## Edukacja
Według danych z 1 października 2004:
- liczba szkół podstawowych (norw. grunnskolar): 4
- liczba uczniów szkół podst.: 375

## Władze gminy
Według danych na rok 2011 administratorem gminy (norw. rådmann) jest Jan Sæthre, natomiast burmistrzem (norw. ordfører, d. borgermester) jest Gunn Berit R. Holmelid.